# قطعنامه ۲۰۸۲ شورای امنیت
قطعنامهٔ ۲۰۸۲ شورای امنیت سازمان ملل متحد سندی بین‌المللی دربارهٔ تهدید صلح و امنیت بین‌المللی ناشی از اقدامات تروریستی است. این قطعنامه طی نشست شورای امنیت سازمان ملل متحد در تاریخ ۱۷ دسامبر ۲۰۱۲ میلادی با ۱۵ رأی موافق، ۰ مخالف و ۰ ممتنع به تصویب رسید.